# Diocèse de Bayonne, Lescar et Oloron
Ne pas confondre avec les anciens diocèses de Lescar et d'Oloron.
Le diocèse de Bayonne (en latin : dioecesis Baionensis ; en basque : Baionako elizbarrutia) est un diocèse de l'Église catholique en France. C'est un des diocèses historiques du Pays basque : à la veille de la Révolution française, il couvrait le Labourd et une partie de la Basse-Navarre. Depuis 1822, il couvre le département des Basses-Pyrénées devenu, en 1969, celui des Pyrénées-Atlantiques. Depuis 1909, l'évêque diocésain de Bayonne (Episcopus Baionensis) joint, à son titre, ceux d'évêque de Lescar (Episcopus Lascurrensis) et d'Oloron (Episcopus Olorensis). Depuis 2002, le diocèse est suffragant de l'archidiocèse de Bordeaux. Depuis 2008, Marc Aillet en est l'évêque.

## L'ancien diocèse

### Histoire
Le siège épiscopal de Bayonne, peut-être érigé au Ve siècle, semble exister au VIe siècle[réf. nécessaire]. Mais le premier évêque de Bayonne connu est un certain Sedulius, au milieu du IXe siècle.
À partir du IXe siècle, l'évêque de Bayonne est suffragant de l'archevêque d'Auch, Auch succédant alors à Eauze comme siège archiépiscopal de la province (à l'origine, la province romaine de Novempopulanie, à cette époque, le duché de Vasconie). Les autres diocèses de cette région sont le diocèse de Lescar (appelée Beneharnum jusqu'au IXe siècle), le diocèse d'Oloron et le diocèse de Dax.
Au XIe siècle, le diocèse de Bayonne est réuni à celui de Dax[réf. nécessaire], mais ils sont de nouveau séparés à partir de la seconde moitié du XIIe siècle. 
En octobre 1790, au début de la Révolution française, il est supprimé par la Constitution civile du clergé, ainsi que les ceux de Lescar et d'Oloron.

### Instituts religieux

#### Avant la Révolution
Bayonne comptait plusieurs établissements d'ordres religieux :
- Dominicains (fondation en 1215)[1]
- Cordeliers (1242)[1]
- Carmes (1264)[1]
- Capucins (1615)[1]
- Sœurs Clarisses et Ursulines (1621)[1]
- Visitandines (1640)[1]

Dans le diocèse se trouvaient également d'autres abbayes :
- l'abbaye de Lahonce (fondée en 1164)[1]

Territoire du diocèse de Bayonne (en rose) entre 1567 et 1789.

### Territoire

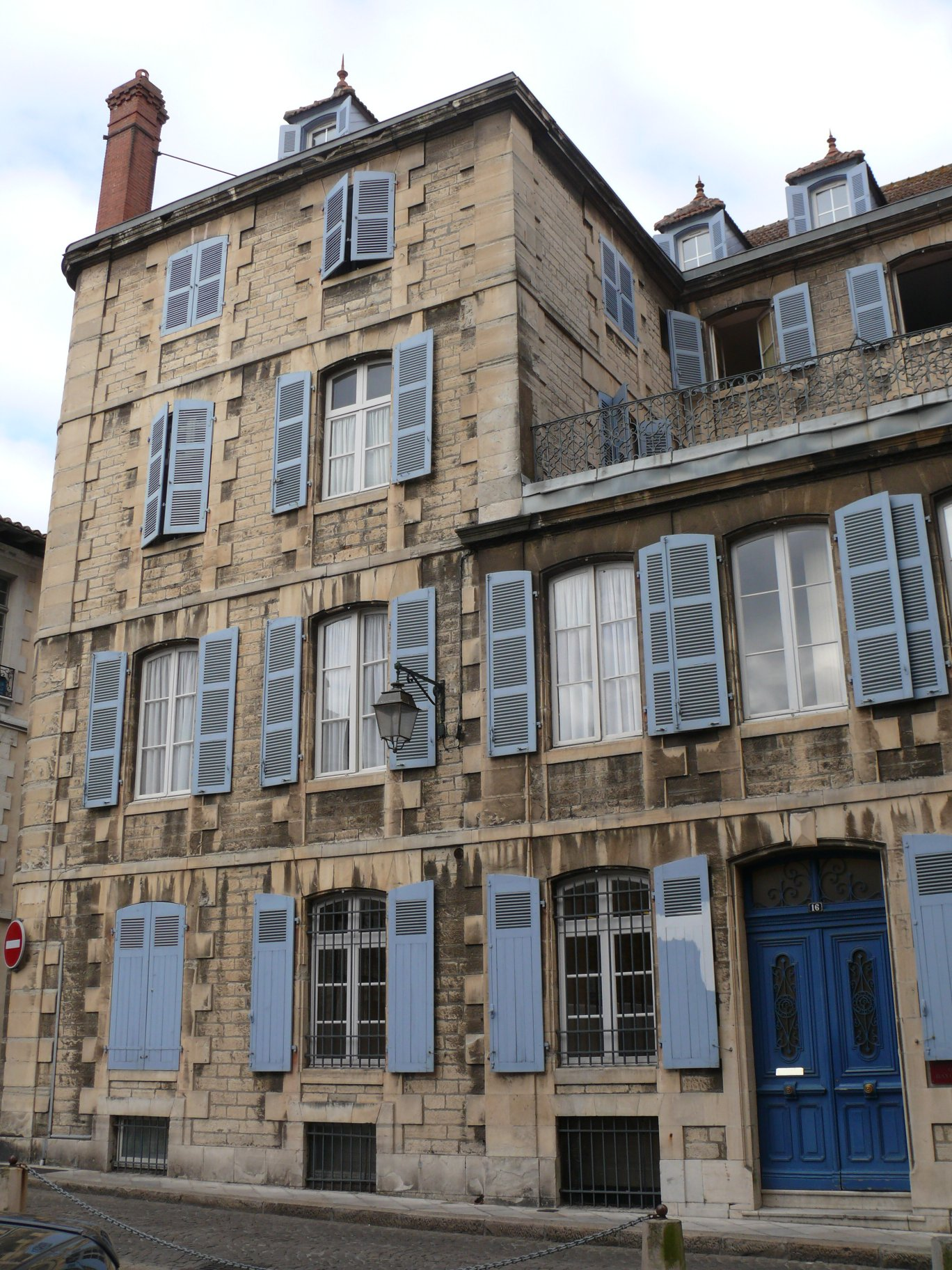
Façade du palais épiscopal à Bayonne

À la veille de la Révolution française, le diocèse de Bayonne confinait : au nord et à l'est, avec celui de Dax ; au sud-est, avec celui d'Oloron ; et, au sud avec celui de Pampelune.
Il comprenait : Ahaxe, Ahetze, Aincille, Ainhoa, Ainhice, Alciette, Aldudes, Anglet, Anhaux, Arbonne, Arcangues, Armendarits, Arnéguy, Ascain, Ascarat, Ayherre, Banca, Bardos, Bascassan, Bayonne, Béhorléguy, Biarritz, Bidarray, Bidart, Biriatou, Briscous, Bassussarry, Bonloc, Bussunarits, Bustince, Çaro, Cambo-les-Bains, Ciboure, Espelette, Estérençuby, Gamarthe, Guéthary, Guiche, Halsou, Hasparren, Hélette, Hendaye, Iholdy, Iriberry, Irissarry, Irouléguy, Ispoure, Isturits, Itxassou, Jatxou, Jaxu, La Bastide-Clairence, Lacarre, Lahonce, Larressore, Lasse, Lecumberry, Louhossoa, Macaye, Méharin, Mendionde, Mendive, Mongelos, Mouguerre, Ossès, Saint-Esteben, Saint-Étienne-de-Baïgorry, Saint-Jean-de-Luz, Saint-Jean-le-Vieux, Saint-Jean-Pied-de-Port, Saint-Martin-d'Arberoue, Saint-Martin-d'Arrossa, Saint-Michel, Saint-Pée-sur-Nivelle, Saint-Pierre-d'Irube, Sare, Sarrasquette, Souraïde, Suhescun, Uhart-Cize, Urcuit, Urepel, Urrugne, Urt, Ustaritz et Villefranque.
Boucau et deux quartiers de Bayonne, Saint-Esprit et Saint-Étienne-d'Arrive Labourd, faisaient partie du diocèse de Dax.

## L'actuel diocèse
Lors de la création des départements, le diocèse de Bayonne est compris dans le département des Basses-Pyrénées. Celui-ci comprend, en outre, le diocèse de Lescar, à l'exception de quelques paroisses, le diocèse d'Oloron ainsi que quelques paroisses des diocèses d'Aire, de Dax et de Tarbes.

La réorganisation de la géographie religieuse par le Concordat (1801-1822) : le diocèse de Bayonne est très étendu et est suffrageant de l'archevêché de Toulouse.

Le siège épiscopal de Bayonne est rétabli en 1801 et son premier évêque est Joseph-Jacques Loison. Le diocèse de Bayonne couvre alors les trois départements des Landes, des Basses-Pyrénées et des Hautes-Pyrénées.
En 1822, les sièges épiscopaux d'Aire et de Tarbes sont rétablis : le premier pour le département des Landes ; le second pour celui des Hautes-Pyrénées. Depuis, le diocèse de Bayonne ne couvre plus que le département des Basses-Pyrénées qui devient, en 1969, celui des Pyrénées-Atlantiques.
Une partie de ce diocèse a la particularité d'offrir une liturgie en langue basque.
Les paroisses du diocèse ont été entièrement refondues au début du XXIe siècle, passant de 523 en 2001 à 89 en 2002 et regroupant plusieurs anciennes paroisses. Aujourd'hui, elles sont au nombre de 69. Le nombre de prêtres a été divisé par deux depuis 1970, passant de 861 à 402 en 2012. Mais c'est surtout le nombre de religieuses qui s'est effondré, passant de 1 816 en 1970 à 471 en 2012. Ces chiffres n'englobent cependant pas la participation de plus en plus importante des laïcs à diverses œuvres sociales ou caritatives.
Marc Aillet a rouvert le séminaire de Bayonne en 2011 dans de nouveaux locaux. Il forme désormais (en 2016) une trentaine de séminaristes au cours d'un cursus de six ans. C'est le seul séminaire situé entre Toulouse et Bordeaux, le séminaire de Bordeaux ayant fermé en 2019. Il met l'accent sur la culture basco-béarnaise du diocèse, indispensable à la formation des futurs prêtres appelés à servir dans la région. En juin 2019, le diocèse de Bayonne enregistre trois ordinations sacerdotales, alors que ni celui de Bordeaux, ni celui de Toulouse n'en connaissent cette année-là.
À l'occasion des révélations faites par Libération et Wikileaks le 23 juin 2015 sur les écoutes par la NSA de trois présidents français, le diocèse de Bayonne rebondit avec humour sur l'occasion pour communiquer autour du secret de la confession.

### Demande par Rome d'une visite fraternelle du diocèse sur fond de dérives sectaires
Le diocèse de Marc Aillet fait l'objet d'une « visite fraternelle », à l'initiative du Saint-Siège début juin 2024. Cette visite vise à identifier d'éventuels problèmes de gouvernance, à la suite de critiques qui mettent en cause l'évêque. L'un des points soulevés est la gestion du dossier de l'Alliance des cœurs-unis par Marc Aillet. Elle est confiée à Antoine Hérouard, archevêque de Dijon, qui indique ne pas être là « pour dire ce qu’il faut penser de l’Alliance [mais] comprendre comment l’évêque s’est situé par rapport à cette question »,. « Des médias ont rapidement rappelé le lien entre Mgr Marc Aillet et l’Alliance des cœurs unis », ce que l'intéressé rejette en invoquant que « cette visite n’a rien à voir avec ce sujet, qui n’a pas de lien avec le diocèse ». Antoine Hérouard indique que « ce n’est pas l’objet de cette visite [mais qu'] en revanche, si ce sujet a un impact sur la gouvernance du diocèse, [il s]’y intéressera ». À France Bleu, il déclare : « que cette association fait l'objet de critiques, il s'agit de savoir s'il n'y a pas de dérives sectaires et est-ce que (sic) dans l'accompagnement de cette association l'évêque se situe bien. » La vice-présidente de l'UNADFI dit suivre de près cette visite fraternelle afin d'obtenir une réponse de la hiérarchie catholique sur l'Alliance des cœurs unis qui inquiète l'association anti-sectes. Pour elle « le fait que les fidèles ou anciens fidèles aient peur de nous parler, c’est déjà un très mauvais signe. ».

## Statistiques
- Le diocèse comptait 620 763 habitants[réf. nécessaire], 401 prêtres, 5 diacres permanents en 2008. Selon l'annuaire pontifical de 2014, il comptait au 31 décembre 2012 les effectifs suivants : 570 000 baptisés sur 669 300 habitants (85,2 %), 402 prêtres (dont 279 diocésains et 123 réguliers, soit un prêtre pour 1 417 baptisés), 8 diacres permanents, 163 religieux, 471 religieuses et 69 paroisses.
- En 2019, le diocèse compte 664.677 habitants, servis par 234 prêtres diocésains (c'est-à-dire non réguliers) incardinés dans le diocèse (dont 168 en activité dans le diocèse) et 10 diacres permanents[16].

## Abus sexuels
En février 1998, Pierre Silviet-Carricart, directeur de l'institution Notre-Dame de Bétharram, est mis en examen pour viol sur mineur de 15 ans, la victime alléguée avait 11 ans à l'époque des faits. Le prêtre se suicide en 2000 juste avant de devoir se présenter devant le  juge d'instruction de l'affaire,.
L'affaire Jean-François Sarramagnan est une affaire judiciaire de mœurs mettant en cause Jean-François Sarramagnan, un prêtre du diocèse de Bayonne,  condamné, en septembre 2018, à six mois de prison avec sursis pour attentat à la pudeur sur un mineur de moins de 15 ans.
Par ailleurs, à la suite de la publication du rapport de la Commission indépendante sur les abus sexuels dans l'Église (CIASE), le 5 octobre 2021, Jean-Marc Sauvé a annoncé qu'un diocèse et une congrégation religieuse avaient refusé l'accès à leurs archives aux historiens de la CIASE. Mediapart révélera la semaine suivante qu'il s'agissait du diocèse de Bayonne, Lescar et Oloron et de la Fraternité sacerdotale Saint-Pie-X.
En janvier 2024, Gilles Bonnin, ancien prêtre de Lescar, est condamné à quatre ans de prison dont trois avec sursis probatoire, pour l'agression sexuelle de deux enfants entre 2000 et 2008,.
À la suite des plaintes d’anciens élèves de l'institution Notre-Dame de Bétharram pour des faits de violence et des agressions sexuelles dans les années 1980, Marc Aillet, évêque du diocèse de Bayonne, Lescar et Oloron, indique en février 2024 être « terriblement choqué » par ces révélations.

## Communautés contemplatives et apostoliques

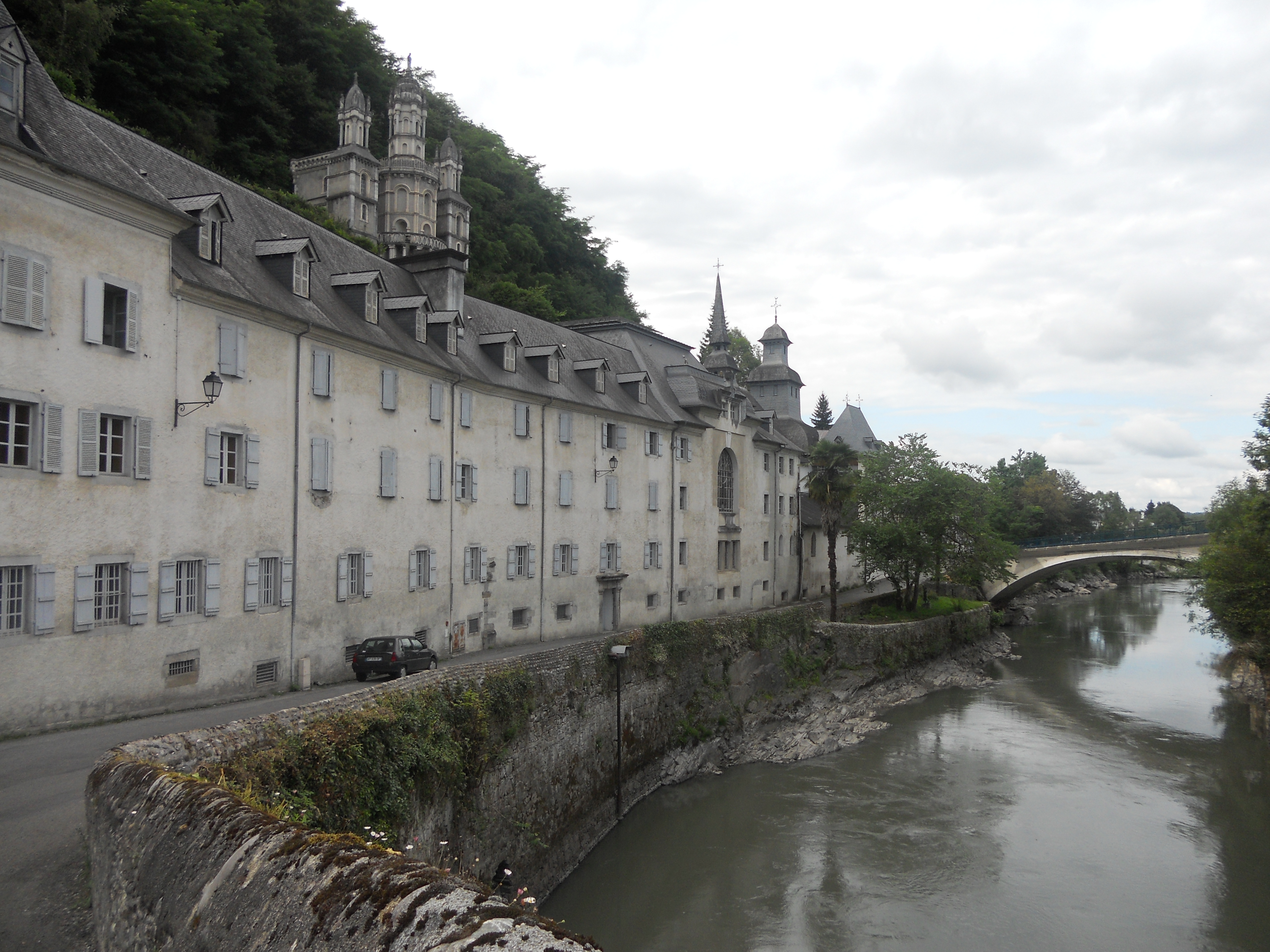
Bétharram.

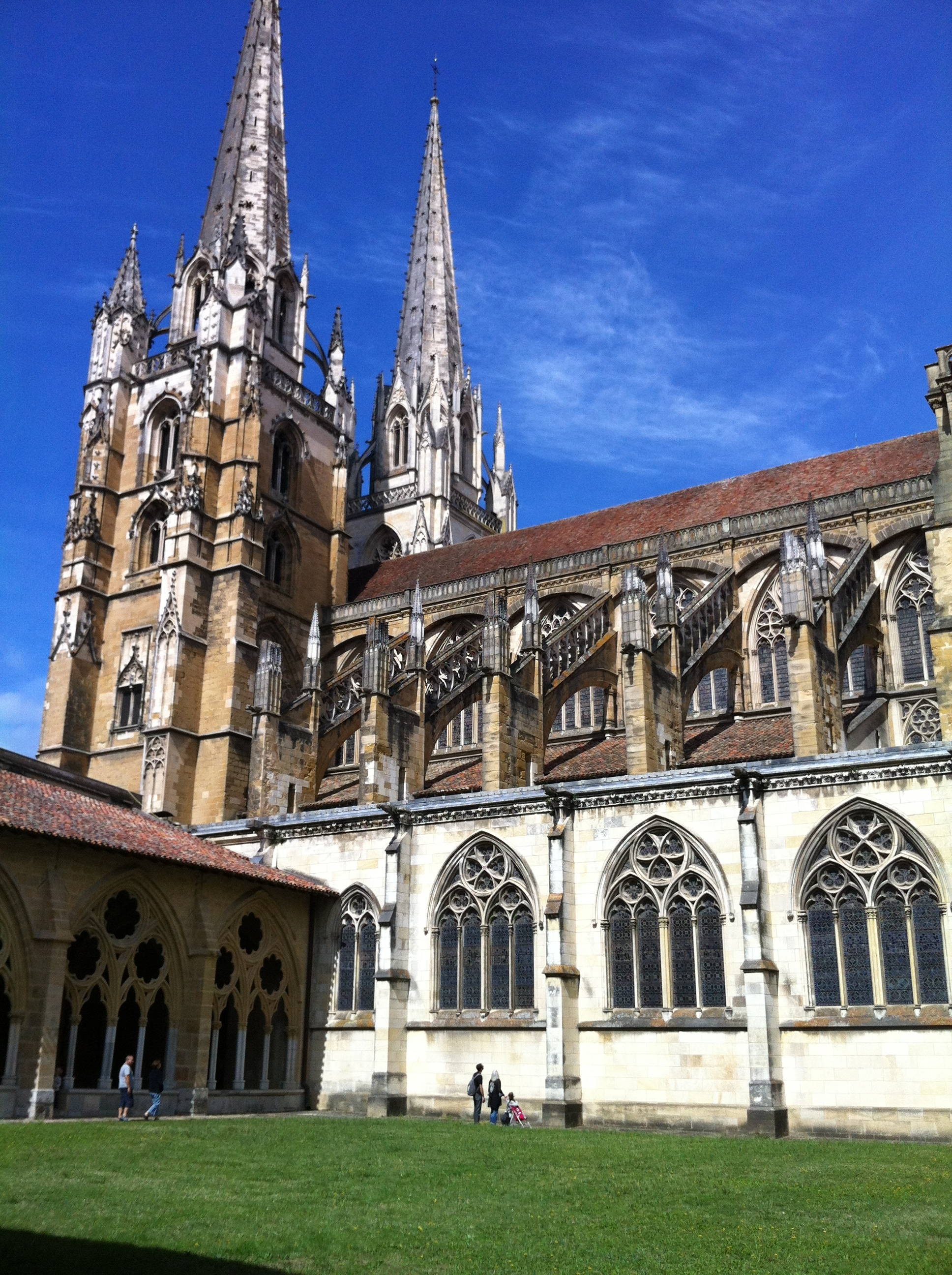
Cathédrale de Bayonne vue du cloître

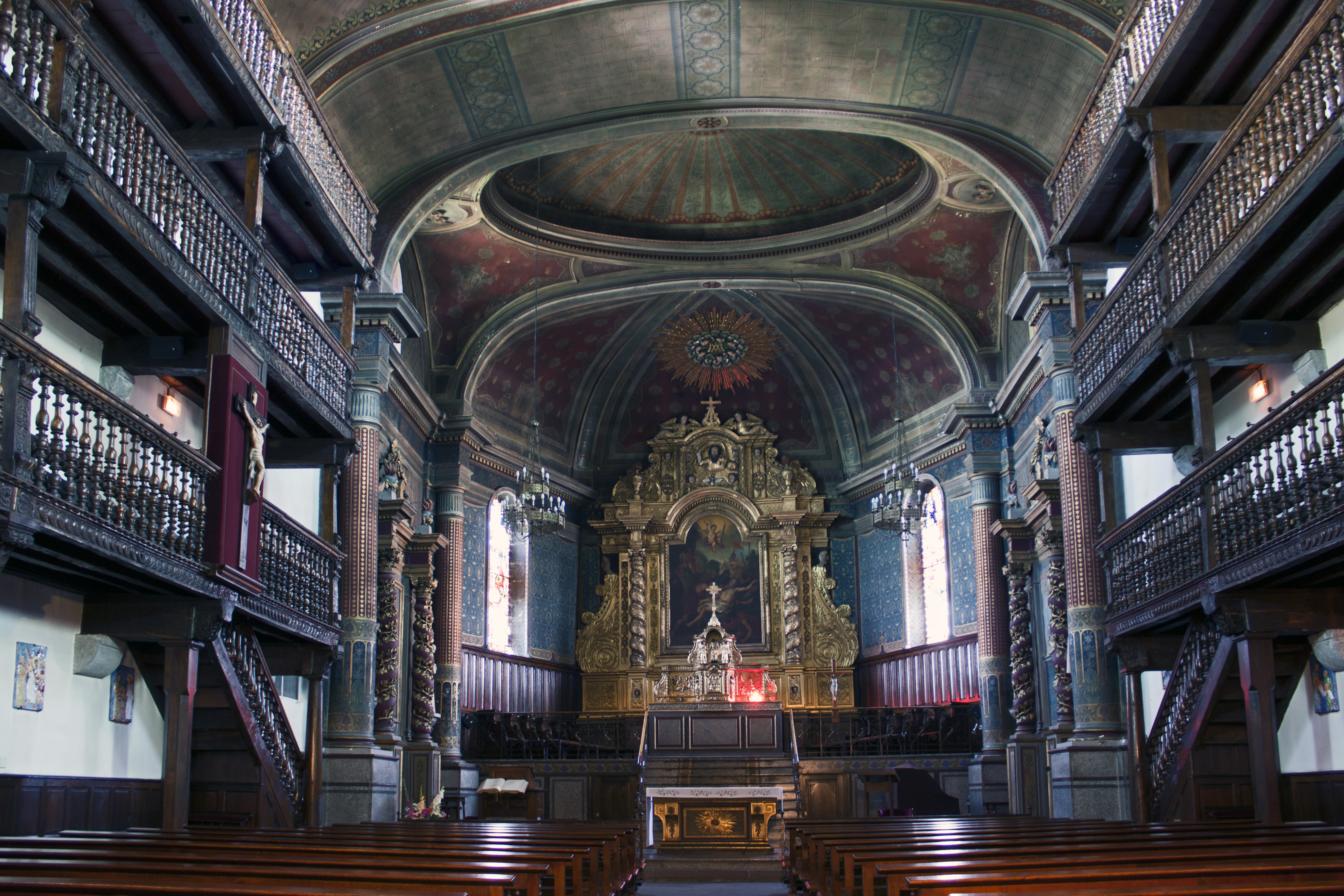
Intérieur typique d'une église basque, avec retable et tribunes (ici l'église de Cambo).

- Abbaye de Belloc (bénédictins) à Urt
- Prêtres du Sacré-Cœur de Jésus de Bétharram qui animent le sanctuaire de Bétharram et ont fondé l'établissement d'enseignement attenant, ainsi que d'autres maisons à Pau, à Saint-Palais, etc.
- Communauté des Pères blancs (Missionnaires d'Afrique) à Billère, maison de retraite pour les missionnaires âgés
- Frères de l'Instruction chrétienne de Ploërmel qui possèdent une école à Ciboure
- Bénédictins de Croixrault (Congrégation Notre-Dame d'Espérance) à Montaut
- Jésuites, petite communauté à Pau
- Monastère de Prémontrés à Sarrance
- Carmélites de Bayonne
- Carmélites d'Oloron-Sainte-Marie
- Carmélites de Simacourbe
- Bénédictines d'Urt
- Filles de la Croix
- Dominicaines (Congrégation Sainte-Catherine de Sienne) à Anglet
- Servantes de Marie à Anglet
- Religieuses du Sacré-Cœur de Marie à Arthez-d'Asson
- Sœurs de Notre-Dame de Sion à Bayonne
- Ursulines de Bayonne
- Ursulines de Pau
- Siervas de Maria à Biarritz
- Petites Sœurs des pauvres à Billère
- Franciscaines missionnaires de Marie à Cambo
- Servantes de Jésus de la Charité à Hendaye
- Auxiliatrices du Purgatoire à Pau
- Sœurs du Bon-Pasteur, rue Dévéria à Pau (maison d'enfants à caractère social)
- Carmélites apostoliques de Pau
- Petites Sœurs dominicaines de Pau
- Sœurs de la Sainte Famille de Bordeaux à Pau
- Sœurs de Marie-Réparatrice à Pau
- Sœurs de Nevers à Pau
- Oblates de l'Assomption à Saint-Jean-le-Vieux
- Sœurs de Saint François d'Assise à Saint-Palais

### Communautés nouvelles
Les communautés nouvelles sont dynamiques dans le diocèse, comme la communauté des Béatitudes, la communauté Palavra Viva (à Bayonne), la Famille missionnaire de Notre-Dame qui possède une maison à Biarritz. La communauté Saint-Martin anime la paroisse de Biarritz.[réf. nécessaire]

## Évêques originaires du diocèse de Bayonne
- Guillaume-Pierre Godin (1260-1336), cardinal
- Gabriel de Gramont (1486-1534), cardinal
- Charles de Gramont (?-1544), archevêque de Bordeaux
- Bernard de Ruthie (?-1556), grand aumônier de France
- Jean de Harismendy (?-?), évêque désigné de Tarbes
- Salvat Diharce (?-1601), évêque de Tarbes
- Bertrand d'Etchauz (1556-1641), archevêque de Tours
- Henri de Sponde (1568-1643), évêque de Pamiers
- Jean d'Olce (1605-1681), évêque de Bayonne
- Gabriel de Saint-Esteben (1645-1707), évêque de Couserans
- Pierre de Charritte de Ruthie (1655-1718), évêque de Rieux
- Jean de Labartette (1744-1823), vicaire apostolique de Quy Nhon
- Michel Garicoïts (1797-1863), saint de l'Église catholique, canonisé en 1947 (fêté le 14 mai)
- Prosper-Michel-Arnaud Hiraboure (1805-1859), évêque d'Aire et de Dax
- Charles Martial Lavigerie (1825-1892), cardinal
- Pierre-Xavier Mugabure (1850-1910), archevêque de Tokyo
- Christophe-Louis Légasse (1859-1931), évêque de Périgueux
- Clément Mathieu (1882-1963), évêque d'Aire
- Jean Saint-Pierre (1884-1951), évêque auxiliaire de Carthage, évêque titulaire de Gordus (de)
- Jean Larrart (1884-1966), archevêque de Guiyang (en)
- Jean Larregain (1888-1942), vicaire apostolique du Yunnan
- Joseph Urtasun (1894-1980), archevêque d'Avignon
- Michel Olçomendy (1901-1977), évêque de Malacca
- Jean-Baptiste Urrutia (1901-1979), archevêque de Carpathos
- Marcel Mendiharat (1914-2007), évêque de Salto
- Jean Urkia (1918-2011), vicaire apostolique de Paksé
- Roger Etchegaray (1922-2019), cardinal, président émérite du conseil pontifical Justice et Paix, vice-doyen émérite du Collège cardinalice
- Robert Sarrabère (1926-2017), évêque d'Aire et Dax
- Pierre Eyt (1934-2001), cardinal, archevêque de Bordeaux
- François Saint-Macary (1936-2007), archevêque de Rennes
- Bernard Housset, né en 1940, évêque de La Rochelle et Saintes
- Michel Cartatéguy, né en 1951, évêque de Niamey (Niger)